# Céline Géraud
Pour les articles homonymes, voir Géraud.
Céline Géraud, née le 13 février 1968 à Forbach en Moselle, est une ancienne judokate française devenue journaliste et animatrice de télévision.

## Biographie
Céline Geraud est la fille d'un ingénieur des mines et d'une infirmière. Elle a deux frères.
Elle commence le judo à l'âge de 7 ans. Elle intègre par la suite l'équipe de France de judo. Elle est sacrée championne d'Europe de judo en 1984. En 1986, elle obtient la deuxième place du championnat du monde.
Elle se reconvertit à la suite de sa carrière sportive dans le monde médiatique.
Elle a passé un bac Économie en 1986, un Deug Communication au CELSA en 1987 et est diplômée du Centre de formation des journalistes avec la formation Sportcom.
Elle a trois filles, Margaux née en 1994, Anouk née en 1999 et la dernière, prénommée Sasha, née en 2013.

## Carrière sportive
- 1984 : championne d'Europe junior de judo[5] ;
- 1985 : championne d'Europe par équipes;
- 1986 : vice-championne du monde de judo (en - 61 kg); troisième des Championnats d'Europe individuels; championne d'Europe par équipes.
- 1986 et 1987 : Championne de France de judo ;
- 1988 : 1re au tournoi international de Paris; 3e des championnats d'Europe par équipes.
- Elle est, depuis le 9 novembre 2010, 6e dan de judo[6].

## Carrière médiatique
En 1993, elle débute au service des sports de France Télévisions. Pigiste pour plusieurs émissions, la judoka gravit les échelons et devient reporter pour Stade 2. Elle couvre ainsi plusieurs grands événements sportifs comme le Tour de France et le Paris-Dakar. En 1998, elle coprésente l'émission Tout le sport sur France 3 et couvre les Jeux olympiques d'hiver de Nagano pour France télévision. En 2000, elle commente la victoire de David Douillet en judo aux Jeux olympiques de Sydney. En février 2002, elle présente Les nuits de Salt Lake City entre 23 h et 6 h durant les Jeux olympiques d'hiver de Salt Lake City sur France 3.
Elle quitte ensuite France Télévisions pour rejoindre TF1. Sur cette chaine, elle anime chaque été de 2005 à 2008 l'émission de téléréalité L'Île de la tentation. Elle travaille aussi pour les émissions Automoto, Téléfoot et la Star Academy. De 2007 à 2008, elle présente Automoto sur TF1 et le Journal de la Coupe du monde de rugby sur LCI. En 2008, elle présente Auto Critiques et Moto Critiques sur Eurosport France, en alternance avec Denis Brogniart.
En juillet 2008, elle présente l’émission Orange football Tour et des magazines VOD de la chaîne Orange sport (ex-Orange foot) d'Orange TV. Elle retrouve Patrick Chêne qui l'avait fait entrer à France Télévisions. En juin 2012, elle quitte Orange sport qui va bientôt arrêter sa diffusion pour revenir sur France Télévisions et présenter le magazine sportif Stade 2 à partir de janvier 2013[réf. nécessaire].
A l'été 2010, elle presente Europe 1 Sport.
En 2014, elle adhère au Club des ambassadrices pour soutenir les joueuses françaises lors de la Coupe du monde féminine de rugby qui se déroule en France.
Durant les Jeux olympiques de Sotchi en 2014, elle anime, en direct de Sotchi, un magazine chaque matin de 7 h à 8 h pour présenter les temps forts de la journée à venir et les chances de médailles françaises, expliquer les disciplines les moins connues et recevoir des invités, notamment les médaillés de la veille.
Lors des Jeux olympiques de Rio en 2016, elle commente les épreuves de judo avec Lucie Décosse, présente des plateaux en direct du Club France, notamment pour recevoir les médaillés français, et remplace certains jours Matthieu Lartot ou Laurent Luyat à la présentation du direct des épreuves olympiques et de Bom Dia Rio.
En 2017, à compter de septembre, elle cède la présentation de Stade 2 à Matthieu Lartot et Clémentine Sarlat  pour prendre celle de Tout le sport sur France 3 durant le week-end. À partir de mars 2018, elle assure la présentation de Tout le sport en semaine à la suite du départ de Thomas Thouroude.
En février 2018, elle présente les matinées des Jeux olympiques d'hiver à Pyeongchang de 6 h à 12 h sur France 3.
En 2018, elle quitte France Télévisions après avoir couvert le Tour de France 2018 et présenté Tout le sport en direct des villes étapes. Elle rejoint alors RMC Sport pour présenter la matinale Réveil matin Céline, diffusée sur RMC Sport 1 et RMC Sport News, du lundi au vendredi de 6 h à 9 h, à partir du 5 novembre 2018. Après une saison à l'antenne, l'émission est arrêtée et elle quitte alors RMC Sport.
En 2019, elle est marraine de la 8e édition de la randonnée « La Ronde des Bories ».
En 2021, elle rejoint Eurosport pour commenter les épreuves de judo aux Jeux olympiques de Tokyo avec Frédéric Lecanu et Frédérique Jossinet.
En septembre 2021, elle rejoint Europe 1 pour être la nouvelle cheffe du service société de la radio. Elle est également à l’antenne en fonction de l’actualité. Depuis fin janvier 2023, elle retrouve Europe 1 Sport les mardis mercredis et jeudis soirs. Depuis la rentrée 2023, elle est aux commandes d'Europe 1 13h, le journal de la mi-journée de la radio, suivi d'un débat entre invités, chroniqueurs et auditeurs. Elle écrit régulièrement dans les pages « Sport » du Journal du dimanche depuis l'arrivée de Geoffroy Lejeune à la direction et l'intensification des synergies entre les médias du Groupe Lagardère.

### Émissions présentées
- 1998 : Tout le sport sur France 3
- Février 2002 : Les nuits de Salt Lake City sur France 3
- 2005 – 2008 : L'Île de la tentation sur TF1
- 2007 – 2008 : Automoto sur TF1
- 2007 : Le Journal de la Coupe du monde de rugby sur LCI
- 2008 : Auto Critiques et Moto Critiques, sur Eurosport France, en alternance avec Denis Brogniart
- Juillet 2008 – juin 2012 : Orange football Tour sur la chaîne Orange sport (ex-Orange foot) d'Orange TV.
- janvier 2013 – Juillet 2017 : Stade 2 sur  France 2
- Juillet 2017 : Le journal du Tour sur France 3 durant le Tour de France
- Septembre 2017 – mars 2018 : Tout le sport (week-end) sur France 3
- Mars 2018 – juillet 2018 : Tout le sport (semaine) sur France 3
- 5 novembre 2018 – juin 2019 : Réveil matin Céline sur RMC Sport 1 et RMC Sport News

### Activités radiophoniques
Pendant l'été 2010, Céline Géraud anime le Club Sport sur Europe 1.
En février 2012, elle rejoint la Dream Team olympique de RMC Sport et intervient comme consultante judo dans les différentes émissions sports de la station RMC. Durant le mois de juillet 2012, elle anime Before London sur RMC avant les Jeux olympiques d'été de 2012 à Londres. Elle continue à intervenir sur RMC en participant régulièrement aux Grandes Gueules du Sport.
À partir du mois d'août 2021, elle intègre la redaction d'Europe 1 en tant que cheffe du service société-culture. Elle est joker de Pierre de Vilno à la présentation d'Europe Soir Week-End et présente Europe Soir pendant l’été.
Depuis 2023, elle assure Europe 1 13h, le journal de la mi-journée de la radio, suivi d'un débat entre chroniqueurs et auditeurs.

## Distinctions
Elle a reçu le prix du meilleur reportage sportif catégorie magazine, Prix Jean Mamère, au Micro d’or 1997.
En 2003, elle reçoit le Prix du commentateur sportif décerné par l'association des écrivains sportifs. Ce prix est décerné à un journaliste, professionnel, commentateur audiovisuel, aux connaissances et au jugement appréciés qui, dans ses interventions sur le sport, se sera exprimé avec le souci constant de respecter les règles de la langue française.